# Riposo durante la fuga in Egitto (Murillo)
Riposo durante la fuga in Egitto è un dipinto del pittore spagnolo Bartolomé Esteban Murillo realizzato circa nel 1650 e conservato nel Museo statale Ermitage a San Pietroburgo in Russia.

## Descrizione
Il Murillo ha preso per argomento pittorico un episodio narrato nel Vangelo secondo Matteo e nei vangeli apocrifi.
Maria Vergine è posizionata seduta nella parte centrale del dipinto, che tiene con la mano destra i panni di Gesù Bambino dormiente, posto in una roccia rialzata. A destra di Maria in piedi si trova San Giuseppe e a destra l'asino utilizzato per il viaggio. A sinistra troviamo due angeli piccoli. Nel basso a sinistra troviamo oggetti e provviste da viaggio come la borraccia. 
Tutte le figure hanno lo sguardo rivolto verso Gesù Bambino. Mentre nello sfondo vediamo della vegetazione boschiva nella parte centrale e destra e un paesaggio nella parte a sinistra.